# 迈克·马卡里
迈克·马卡里（英語：Michael "Mike" Macari；1973年2月4日—）是苏格兰的前职业足球运动员，曾为一名前锋。

## 职业生涯
马卡里进入西汉姆联足球俱乐部标志他的职业生涯开始，在进入斯托克城足球俱乐部之前，于1996至1997年间在足球联合会出场30次。

## 家庭
马卡里的父亲娄马卡里和弟弟保罗·马卡里也是职业足球运动员另一位兄弟在离开诺丁汉森林足球俱乐部后自杀。